# Ікланд
Ікланд (рум. Icland) — село у повіті Муреш в Румунії. Входить до складу комуни Ерней.
Село розташоване на відстані 265 км на північний захід від Бухареста, 12 км на північний схід від Тиргу-Муреша, 85 км на схід від Клуж-Напоки, 127 км на північний захід від Брашова.

## Населення
За даними перепису населення 2002 року у селі проживали 330 осіб.
Національний склад населення села:
| Національність | Кількість осіб | Відсоток |
| -------------- | -------------- | -------- |
| угорці         | 290            | 87,9%    |
| цигани         | 35             | 10,6%    |
| румуни         | 5              | 1,5%     |

Рідною мовою назвали:
| Мова      | Кількість осіб | Відсоток |
| --------- | -------------- | -------- |
| угорська  | 311            | 94,2%    |
| циганська | 14             | 4,2%     |
| румунська | 5              | 1,5%     |